# District de l'Oregon

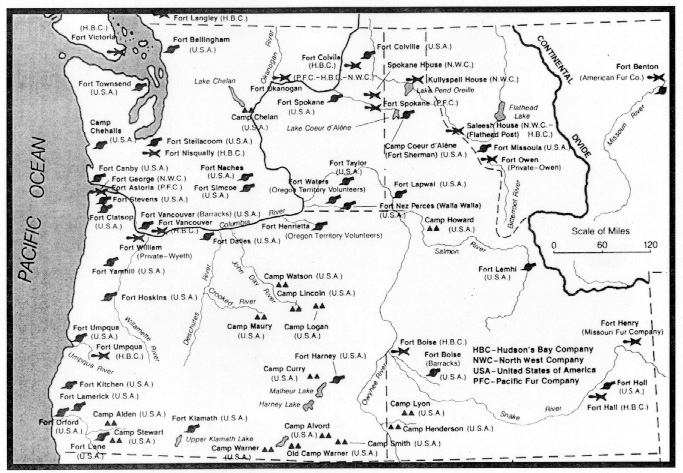
Postes militaires de l'époque de la guerre de Sécession dans le Pacifique nord-ouest.

Le district de l'Oregon est un commandement du département de l'armée de l'Union formé au cours de la guerre de Sécession. 

## Historique
Le district de l'Oregon appartient au département du Pacifique indépendant reconstitué par la consolidation des départements de Californie et de l'Oregon, qui est créé le 15 janvier 1861, lorsque l'armée est réorganisée. Le district est créé le même jour, et comprend le même territoire que l'ancien département de l'Oregon, l'État de l'Oregon (sauf pour les régions de la rivière Rogue et de la rivière Umpqua dans le sud de l'Oregon) et le territoire de Washington, avec les quartiers généraux se trouvent au fort Vancouver dans le territoire de Washington.
Le 3 mars 1865, le district comprend le territoire de l'Idaho après avoir été formé à partir de la partie orientale du territoire de Washington. Le 14 mars 1865, le district de l'Oregon est étendu à l'ensemble de l'État de l'Oregon.
Le 27 juillet 1865, la division militaire du Pacifique est créée sous les ordres du major général Henry W. Halleck, en remplacement du département du Pacifique. Elle se compose du département du Colombia remplaçant le district de l'Oregon et le département de Californie. George Wright, alors brigadier général de l'armée des États-Unis, est affecté au commandement du nouveau département du Columbia.

## Commandants du district de l'Oregon
- Colonel George Wright, 15 janvier 1861 – 13 septembre 1861.
- Colonel Benjamin L. Beall, 13 septembre 1861 – 23 octobre 1861.
- Lieutenant-colonel Albemarle Cady, 23 octobre 1861 – 5 mai 1862
- Colonel Justus Steinberger, 5 mai 1862 – 7 juillet 1862
- Brigadier général Benjamin Alvord, 7 juillet 1862 – 23 mars 1865
- Colonel Ruben F. Maury, 23 mars 1865 – 27 juin 1865[3],[4]

## Postes dans le district de l'Oregon
- Fort Colville, territoire de Washington, 1859–1882
- Fort Steilacoom, territoire de Washington, 1849–1868
- Fort Dalles, Oregon, 1850–1867
- Fort Vancouver, territoire de Washington, 1853–1879
- Fort Bellingham, territoire de Washington, 1855–1860
- Fort Cascades, territoire de Washington, 1855–1861
- Fort Yamhill, Oregon, 1856–1866
- Fort Townsend, territoire de Washington, 1856–1861
- Fort Walla Walla, territoire de Washington, 1856–1911
- Fort Hoskins, Oregon, 1857–1865
- Siletz Blockhouse, Oregon, 1858–1866[5]
- Camp Pickett, territoire de Washington, 1859–1863
  - Poste de San Juan, territoire de Washington, 1863–1867
- Camp Chehalis, territoire de Washington, 1860–1861
- Camp Baker, Oregon, 1862–1865[6],
- Camp Barlow, Oregon, 1862 [7]
  - Camp Clackamas, Oregon, 1862 [8]
- Poste à Cape Disappointment, territoire de Washington, 1862–1864 [9]
  - Fort Cape Disappointment, territoire de Washington, 1864–1875
- Camp Lapwai, territoire de l'Idaho, 1862
  - Fort Lapwai, territoire de l'Idaho, 1862–1884
- Fort Boise, territoire de l'Idaho, 1863–1912
- Post à Grand Ronde Indian Agency ou Fort Lafayette, Oregon 1863[10],
- Fort Hall, territoire de l'Idaho, 1863–1865
- Fort Klamath, Oregon, 1863–1890
- Fort à Point Adams, Oregon, 1863–inconnu[11]
- Camp Alvord, Oregon, 1864–1866 [12]
- Camp Dalgren, Oregon, 1864 [13]
- Camp Henderson, Oregon, 1864–1866 [14]
- Camp Lincoln, Oregon, 1864[15]
- Camp Maury, Oregon, 1864[16]
- Camp Russell, Oregon, 1864–1865 [17]
- Camp Watson, Oregon, 1864–1869
- Camp Colfax, Oregon, 1865, 1867[18]
- Camp Currey, Oregon, 1865–1866 [19]
- Camp Lander, territoire de l'Idaho, 1865–1866 [20]
- Camp Logan, Oregon, 1865–1868 [21]
- Camp Lyon, Idaho, 1865–1869 [22],[23]
- Camp Polk, Oregon, 1865–1866 [24]
- Camp Reed, territoire de l'Idaho, 1865–1866 [25]
- Camp sur la Silvies River, Oregon[26]
- Camp Wright, Oregon, 1865–1866 [27]
- Old Camp Warner, Oregon, 1866–1867[28]
- Camp Warner, Oregon, 1867–1874[29]